# Foppolo
Foppolo – miejscowość i gmina we Włoszech, w regionie Lombardia, w prowincji Bergamo.
Według danych na styczeń 2009 gminę zamieszkiwało 210 osób przy gęstości zaludnienia 12,9 os./1 km².